# Zentyal
Zentyal (ранее — eBox Platform) — это дистрибутив Linux, основанный на Ubuntu, с пакетом серверного программного обеспечения с открытым исходным кодом, ориентированный на малые и средние корпоративные сети. Zentyal может выступать в роли сетевого шлюза, единого центра безопасности сети, Office Server, сервера унифицированных коммуникаций, или в роли комбинировании любых из перечисленных функций. Кроме того, Zentyal включает фреймворк, упрощающий разработку новых служб для Unix.
Исходный код проекта доступен на условиях лицензии GNU General Public License, а также (частично) под различными проприетарными соглашениями. Zentyal является собственностью и спонсируется испанской коммерческой компанией eBox Technologies S.L., которая владеет авторскими правами на кодовую базу.

## Возможности
По состоянию на июль 2012 года, актуальной версией являлась Zentyal 2.2.2, обладающая следующими возможностями:
- Организация локальных сетей
  - Сетевой фильтр и роутер
    - Фильтрация
    - NAT и перенаправление портов
    - VLAN 802.1Q
    - поддержка нескольких шлюзов PPPoE и DHCP [убрано с версии 4.1]
    - Правила для нескольких шлюзов, балансировка нагрузки и автоматический перехват управления при отказе [убрано с версии 4.1]
    - Распределение трафика (shaping), в том числе на уровне приложений
    - Мониторинг трафика с графическими отчётами
    - Механизм детектирования вторжений в сеть
    - Клиент Dynamic DNS

  - Сетевая инфраструктура
    - DHCP-сервер
    - NTP-сервер
    - DNS-сервер
      - Динамические обновления через DHCP

    - Сервер RADIUS

  - Поддержка VPN
    - Автоматическая конфигурация динамических правил роутинга

  - HTTP-прокси
    - Интернет-кэш
    - Пользовательская аутентификация
    - Фильтрация контента (со списками категорий)
    - Прозрачная антивирусная проверка
    - Delay pools

  - Система детектирования вторжений
  - Почтовый сервер
    - Виртуальные домены
    - Квоты
    - Поддержка SIEVE
    - Восстановление внешних аккаунтов
    - POP3 и IMAP с SSL/TLS
    - Фильтрация спама и антивирусная проверка
      - грейлистинг, черные и белые списки адресатов

    - Прозрачный фильтр POP3-прокси
    - Аккаунт Catch-all
- Webmail
- Web-сервер
  - Виртуальные хосты
- Авторизация на основе сертификатов
- Рабочие группы
  - Централизованное управление пользователями и группами
    - Поддержка иерархии (Master/slave)
    - Синхронизация с Windows Active Directory

  - Windows PDC
    - Политики паролей
    - Поддержка клиентов на базе Windows 7

  - Общий доступ к сетевым ресурсам
    - Файл-сервер
      - Антивирус
      - Корзина

    - Print-сервер

  - Groupware: календарь, адресная книга, webmail, wiki и др.
  - VoIP-сервер
    - Голосовая почта
    - Комнаты для конференций
    - Звонки через внешнего провайдера
    - Трансферные звонки
    - Удержание звонков
    - Музыка при удержании
    - Квоты
    - Логи
- Сервер Jabber/XMPP
  - Комнаты конференций
- Zentyal User Corner
- Отчёты и мониторинг
  - Панель управления (Dashboard) для централизованного доступа к сервисной информации
  - Мониторинг CPU, загрузки, дискового пространства, температуры, памяти
  - Использование дисков и состояние RAID
  - Полный отчёт по состоянию системы
  - Отправка уведомлений администратору по электронной почте, через RSS или Jabber
- Обновления программного обеспечения
- Резервное копирование (включая конфигурацию и удалённые/remote данные)

## Протоколы Plugfest
В мае 2015 года Zentyal, при спонсорстве Microsoft, организовал  и создание первого пакета протоколов Plug-Plug в Европе, нацеленного на сообщества с открытым исходным кодом, и технологические компании для представления, тестирования, и обсуждения технических проблем, и контента вокруг открытых протоколов и взаимодействия.

## Сообщество
Основное сообщество Zentyal поддерживается на форуме Zentyal.